# Rivière à la Carpe (rivière Péribonka)
Pour les articles homonymes, voir Carpe et Rivière à la Carpe.
La rivière à la Carpe est un affluent de la rivière Péribonka, coulant dans le territoire non organisé de Mont-Valin, dans la municipalité régionale de comté (MRC) du Fjord-du-Saguenay, dans la région administrative de Saguenay–Lac-Saint-Jean, dans la province de Québec, au Canada.
Le bassin versant de la rivière à la Carpe est accessible par la route forestière R0234 (sens Nord-Sud) laquelle passe à l’Est du lac Péribonka. La route R0234 se connecte au Sud à la R0252 laquelle longe la rive Est du lac Péribonka. Quelques routes secondaires desservent la zone pour les besoins de la foresterie et des activités récréotouristiques,,.
La foresterie constitue la principale activité économique du secteur ; les activités récréotouristiques, en second.
La surface de la rivière à la Carpe est habituellement gelée de la fin novembre au début avril, toutefois la circulation sécuritaire sur la glace se fait généralement de la mi-décembre à la fin mars.

## Géographie
Les principaux bassins versants voisins de la rivière à la Carpe sont :
- côté Nord : rivière Cocoumenen, lac Onistagane, rivière Péribonka, rivière Bonnard ;
- côté Est : rivière Duhamel, ruisseau du Blaireau, ruisseau Lombric, rivière Sylvestre, ruisseau Pieuvre ;
- côté Sud : rivière Péribonka, lac Péribonka, Petite rivière Shipshaw ;
- côté Ouest : rivière Péribonka, lac Piraube, lac Maupertuis, rivière Saint-Onge, rivière de l'Épinette Rouge[2].

La rivière à la Carpe prend sa source à l’embouchure du lac non identifié (longueur : 1,9 km ; altitude : 629 m) dans le territoire non organisé de Mont-Valin. Ce lac est enclavé entre les montagnes ; son embouchure est située à :
- 30,2 km au Nord de l’embouchure de la rivière à la Carpe (confluence avec une baie de la rive Nord-Est du lac Péribonka) ;
- 11,8 km au Sud-Ouest du lac Manouane ;
- 75,8 km au Nord-Est du barrage à l’embouchure du lac Péribonka ;
- 82,3 km au Nord du centre du village de Chute-des-Passes[2],[5].

À partir de sa source, la rivière à la Carpe coule sur 36,7 km sur un dénivelé de m entièrement en zone forestière, selon les segments suivants :
Cours supérieur de la rivière à la Carpe (segment de 14,7 m)
- 1,8 m vers le Sud, jusqu’à la décharge (venant de l’Est) d’un lac non identifié ;
- 6,8 m vers le Sud-Ouest, puis le Sud-Est, jusqu’à rive Nord d’un lac non identifié ;
- 2,2 m vers le Sud, en traversant un lac non identifié (altitude : 450 m) sur sa pleine longueur jusqu’à son embouchure. Note : Ce lac est alimenté du côté Ouest par la décharge d’un lac non identifié et du côté Est la décharge de quelques lacs ;
- 3,9 m vers le Sud notamment en traversant sur 2,1 m un lac non identifié (altitude : 450 m) sur sa pleine longueur, jusqu’à la décharge (venant du Sud-Ouest) de lacs non identifiés ;

Cours inférieur de la rivière à la Carpe (segment de 22,0 m)
- 7,0 m vers le Sud en passant entre deux montagnes dont le sommet atteint 721 m à l’Est et 739 m à l’Ouest, jusqu’à la décharge (venant du Sud-Est) d’un ruisseau non identifié ;
- 7,6 m (ou 3,2 km en ligne directe) vers le Sud-Ouest en serpentant, jusqu’à la décharge (venant du Nord-Ouest) de quelques lacs non identifiés ;
- 5,5 km (ou 3,1 km en ligne directe) vers le Sud en recueillant la décharge (venant du Nord-Ouest) d’un lac non identifié, en coupant une route forestière secondaire et en serpentant jusqu’à un ruisseau (venant du Nord-Est) ;
- 1,9 km vers le Sud en formant une boucle vers l’Est en début de segment, jusqu’à son embouchure[2].

La rivière à la Carpe se déverse au fond d’une baie sur la rive Nord-Est du lac Péribonka lequel est traversé par la rivière Péribonka. Cette embouchure est située à :
- 6,6 km de l’entrée de la baie dans laquelle se déverse la rivière à la Carpe ;
- 39,3 km à l’Est du lac Piraube ;
- 35,3 km au Sud-Est d’une baie du lac Onistagane ;
- 37,6 km au Sud-Ouest d’une baie du Sud du lac Manouane ;
- 46,1 km au Nord de l’embouchure du lac Péribonka ;
- 89,6 km au Nord-Ouest de l’embouchure de la rivière Manouane ;
- 185 km au Nord de l’embouchure de la rivière Péribonka (confluence avec le lac Saint-Jean)[2].

À partir de l’embouchure de la rivière à la Carpe, le courant descend le cours de la rivière Péribonka sur 246,4 km vers le Sud, traverse le lac Saint-Jean sur 29,3 km vers l’Est, puis emprunte sur 155 km le cours de la rivière Saguenay vers l’Est jusqu'à la hauteur de Tadoussac où il conflue avec le fleuve Saint-Laurent.

## Toponymie
Le toponyme de « rivière à la Carpe » a été officialisé le 5 décembre 1968 à la Banque des noms de lieux de la Commission de toponymie du Québec.